# Anselmo Genovese
Anselmo Genovese (Camporosso, 25 ottobre 1948) è un cantautore italiano che ha acquisito notorietà negli anni settanta/ottanta.

## Biografia
All'età di 17 anni compose la sua prima canzone, un brano melodico dal titolo Ora, che il complesso beat ventimigliese Kites incise per la RCA Italiana. Questo brano è presente in una rara compilation uscita nel 1966 dal titolo Vietato ai maggiori di pochi anni.
Dopo aver fatto parte del gruppo The Sextons, nel 1967 Genovese entrò nella formazione dei Kidnappers.
Autore ed interprete, nel 1968 incise con i Kidnappers il suo primo disco 45 giri dal titolo: E se un angelo - Ho sete, con il quale approdò al Festival degli sconosciuti di Ariccia organizzato da Teddy Reno. In seguito a questa incisione ottenne un contratto dalla casa discografica Ariston, per la sottoetichetta Victory. L'anno successivo, il 1969, con il brano Il fuoco è spento partecipò alla trasmissione televisiva Settevoci presentata da Pippo Baudo.
Nel 1970 partecipò alla manifestazione Un disco per l'estate con Per 70 lire; sempre nello stesso anno, Paolo Mengoli incise un suo brano dal titolo Muore il giorno ma l'amore no.
Qualche tempo dopo le sue canzoni giunsero all'attenzione di Ornella Vanoni, che decise di portare Il tempo d'impazzire alla finale di Canzonissima 1971. Ai testi collaborò Giorgio Calabrese. Il brano, da lui firmato con lo pseudonimo Andracco, ottenne successo anche nella versione spagnola, tanto che la Vanoni decise di registrare un altro suo pezzo, dal titolo Pazza d'amore. Quest'ultimo venne utilizzato come sigla finale di un'edizione della celebre trasmissione radiofonica Gran varietà, presentata da Johnny Dorelli, dove Ornella Vanoni era la cantante ospite fissa.
Nel 1973 la cantante Giovanna incise il brano La grande risposta, inserendolo nel suo album Ho passato un brutto inverno.
L'anno seguente Piero Focaccia registrò Farei anche il meccanico, che divenne il lato B del 45 giri presentato dallo stesso Focaccia al Festival di Sanremo 1974. Sempre nel 1974, l'Equipe 84 registrò un provino di un suo brano dal titolo La prima volta, destinato alla manifestazione Un disco per l'estate. Tuttavia Maurizio Vandelli, leader del complesso Equipe 84, divenuto nel frattempo produttore discografico dell'artista Gianni D'Errico, volle portare in gara una sua canzone dal titolo Mercante senza fiori, sicché l'Ariston (casa discografica di entrambi) decise di proporre ugualmente la canzone di Genovese alla manifestazione, facendola interpretare dallo stesso autore.
Nel 1975 Anselmo Genovese incise, sempre per la Ariston, La nostra buona educazione. Julio Iglesias volle includere il brano nel suo repertorio classico e inciderlo in ben 5 lingue, vendendone fino ad oggi in tutto il mondo circa 18 milioni di dischi .
Nel 1976 Anselmo Genovese partecipò al Discoinverno con la canzone Sensazione di un grande amore e l'anno seguente al Festivalbar con Un grido di gabbiani.
Il successo ottenuto con Un grido di gabbiani lo fece approdare al Festival di Sanremo 1978 con il brano Tu sola, che si classificò al quinto posto. Il brano - che l'anno seguente venne inciso su disco CBS anche dall'artista scandinavo Jorna Kalevi - venne stampato in diversi paesi europei ed in diverse lingue, e in quella spagnola giunse ai primi posti in classifica in Spagna e America Latina. 
Nel 1978 Genovese stipulò un contratto editoriale con la Carosello. Sempre nel 1978 compose la musica e interpretò la canzone Anche un uomo, su testo scritto da Alberto Testa che usò lo pseudonimo Dina Tosi (in realtà il nome della moglie). Mina volle includere la canzone nell'album Attila. La versione da lei interpretata, edita anche su 45 giri, divenne sigla dell'edizione venticinquennale della trasmissione televisiva “Lascia o raddoppia?” di Mike Bongiorno.
Nel 1980 Genovese incise È facile, incluso in una compilation della K-tel dal titolo Raccomandato, in compagnia di artisti emergenti tra i quali Vasco Rossi.
Dopo alcuni eventi di cronaca mondana in cui rimase coinvolto, decise di distaccarsi dal mondo dello spettacolo e da quello discografico, continuando però il lavoro di autore per Mina, con canzoni quali: Il cigno dell'amore, Senza fiato, Un'aquila nel cuore, Senza umanità e Momento magico.
Nel 1987 il gruppo milanese Future (vincitori della categoria giovani al Festival di Sanremo di quell'anno), incise nel proprio album il brano di Genovese Fiore di loto.
Nello stesso anno Genovese incise per la EMI-Southern Music quello che sarà il suo ultimo disco da cantautore, dove, nel lato B venne inserito il brano Senza umanità (già interpretato da Mina) e nel lato A, il brano Anno 2000.
Nel novembre 2011 Mina ha inciso un nuovo album di inediti dal titolo Piccolino. Nella versione deluxe del disco si può ascoltare un nuovo brano composto da Anselmo Genovese in collaborazione col figlio Manuel dal titolo Rattarira.

## Discografia
Singoli
- 1967, E se un angelo - Ho sete (Ellery 088)
- 1969, Il fuoco è spento - Era soltanto ieri (Victory vy 023)
- 1970, Per 70 lire - Dove sei (Victory vy 025)
- 1974, La prima volta - Decidi tu (Ariston ar 0607)
- 1975, La nostra buona educazione - Sensazioni di un grande amore (Ariston ar 0673)
- 1976, Comunque sia - Sensazioni di un grande amore (Ariston ar 00753)
- 1977, Un grido di gabbiani - Nel mio cielo (Ariston ar 00791)
- 1978, Tu sola - Sempre un giorno (Carosello ci 20460)
- 1979, Anche un uomo - Sul mio cuscino (Carosello ci 20467)
- 1981, Mia cara brooklyn - Love (Carosello ci 20493)
- 1987, Senza umanità - Anno 2000 (EMI Peer Southern 2015927)

Apparizioni
- 1980, È facile (brano compreso nell'antologia Raccomandato, K-tel)